# Le Limier (film, 1980)
Pour les articles homonymes, voir Le Limier.
Pour plus de détails, voir Fiche technique et Distribution.
Le Limier (Сыщик) est un film soviétique réalisé par Vladimir Fokine en 1979 et sorti en 1980.
Le film a réuni 43,6 millions de spectateurs dans les salles soviétiques et se place en 95e place du box-office de l'URSS.

## Fiche technique
Sauf indication contraire, les informations mentionnées dans cette section peuvent être confirmées par la base de données cinématographiques IMDb,  présente dans la section « Liens externes ».
- Titre français : Le Limier[1]
- Titre original russe : Сыщик, Syshchik
- Réalisateur : Vladimir Fokine
- Scénario : Vladimir Kournetsov (ru)
- Photographie : Viatcheslav Egorov
- Musique : Edouard Artemiev
- Sociétés de production : Gorki Film Studio
- Pays de production :  Union soviétique
- Langue de tournage : russe
- Format : Couleur - Son mono
- Durée : 134 minutes (2h14)
- Genre : Policier
- Dates de sortie :
  - URSS : 28 juin 1980
  - Hongrie : 13 août 1981

## Distribution
- Andreï Tachkov : Koulik
- Boris Khimitchev : Kolia
- Igor Kvacha : Klimov
- Nikolaï Skorobogatov (ru) : Sorokine
- Leonid Iarmolnik : Gnous
- Larissa Loujina : Tasia